# 戈洛文基 (涅米羅夫區)
49°1′32″N 28°50′38″E / 49.02556°N 28.84389°E
戈洛文基（烏克蘭語：Головеньки）是位於烏克蘭西部文尼察州裏文尼察區的村莊，始建於1850年，面積5.44平方公里，海拔高度289米，2001年人口544。